# Munting Mapino
Munting Mapino là phường ở đô thị Naic, Cavite, Philippines.

## Các phân khu
Munting Mapino được chia ra thành 8 phân khu (barrio), gồm:
- Bisain
- Coastal Homes
- Dalampasigan
- Gulod
- Happy Holiday
- Jetti
- Munting Mapino
- Santa Julianna